# Kabupaten Pandeglang
Kabupaten Pandeglang är ett kabupaten i Indonesien.   Det ligger i provinsen Banten, i den västra delen av landet, 130 km väster om huvudstaden Jakarta. Antalet invånare är 1 149 610. Arean är 2 747 kvadratkilometer. Kabupaten Pandeglang gränsar till Sundasundet.
Terrängen i Kabupaten Pandeglang är huvudsakligen kuperad, men söderut är den platt.